# Leia Organa
Prinsesse Leia eller Leia Organa er en person fra Star Wars-universet. Hun er tvilingsøster til Luke Skywalker, Hun er også datter af Anakin Skywalker og Padmé Amidala, men er adopteret af Bail Organa. Hun spilles af Carrie Fisher i Star Wars Episode IV: Et nyt håb (1977), Star Wars Episode V: Imperiet slår igen (1980), Star Wars Episode VI: Jediridderen vender tilbage (1983)
Der er to ting, der har karakteriseret Leia. Det er delvist hendes frisure gennem A New Hope, og delvist hendes udklædning som slavepige, da hun er taget til fange af Jabba the Hutt.
Leia er desuden en af de højest placerede personer i Oprørsalliancen mod det Galaktiske Imperium.

## Karakter
I dele af A New Hope er Leia nok det, mange vil betegne som en "snob", men under overfladen gemmer der sig en kærlig person. Hun er stædig og vil have tingene til at fungere, som hun ønsker det. Dette kan naturligvis være en eftervirkning af hendes royale status, samt det faktum at hun er blandt de førende ledere af Oprørsalliancen.

## Optrædener

### Original-trilogien
I Et nyt håb bliver Leia taget til fange af Det Galaktiske Imperium, men da hun nægter at samarbejde må hun tilbringe noget tid i fangeskab. Det er dog kun indtil hun bliver befriet af Han Solo, Chewbacca og Luke Skywalker.